# Archgoat
Archgoat — блек/дез метал колектив із Турку, заснований братами Райнером та Каєм Пуолаканахо 1989 року.

## Склад
- Райнер «Lord Angelslayer» Пуолаканахо — вокал
- Кай «Ritual Butcherer» Пуолаканахо — гітара, бас, лірика
- Віллі «VnoM» Маркканен — ударні

## Дискографія

### Альбоми
- Whore of Bethlehem (2006)
- The Light-Devouring Darkness (2009)
- The Apocalyptic Triumphator (2015)
- The Luciferian Crown (2018)
- Worship the Eternal Darkness (2021)

### EP, компіляції
- Angelcunt (EP, 1993)
- Angelslaying Black Fucking Metal (EP, 2005)
- The Aeon of the Angelslaying Darkness (компіляція, 2010)
- Heavenly Vulva (EP, 2011)
- Eternal Damnation of Christ (EP, 2017)
- All Christianity Ends (EP, 2022)